# Bono (zanger)
Bono, pseudoniem van Paul David Hewson (Dublin, 10 mei 1960), is een Iers muzikant die vooral bekend is als leadzanger van de rockband U2.
Daarnaast staat hij bekend als een activist en zet hij zich met verschillende liefdadigheidsprojecten in voor met name Afrika.

## Biografie

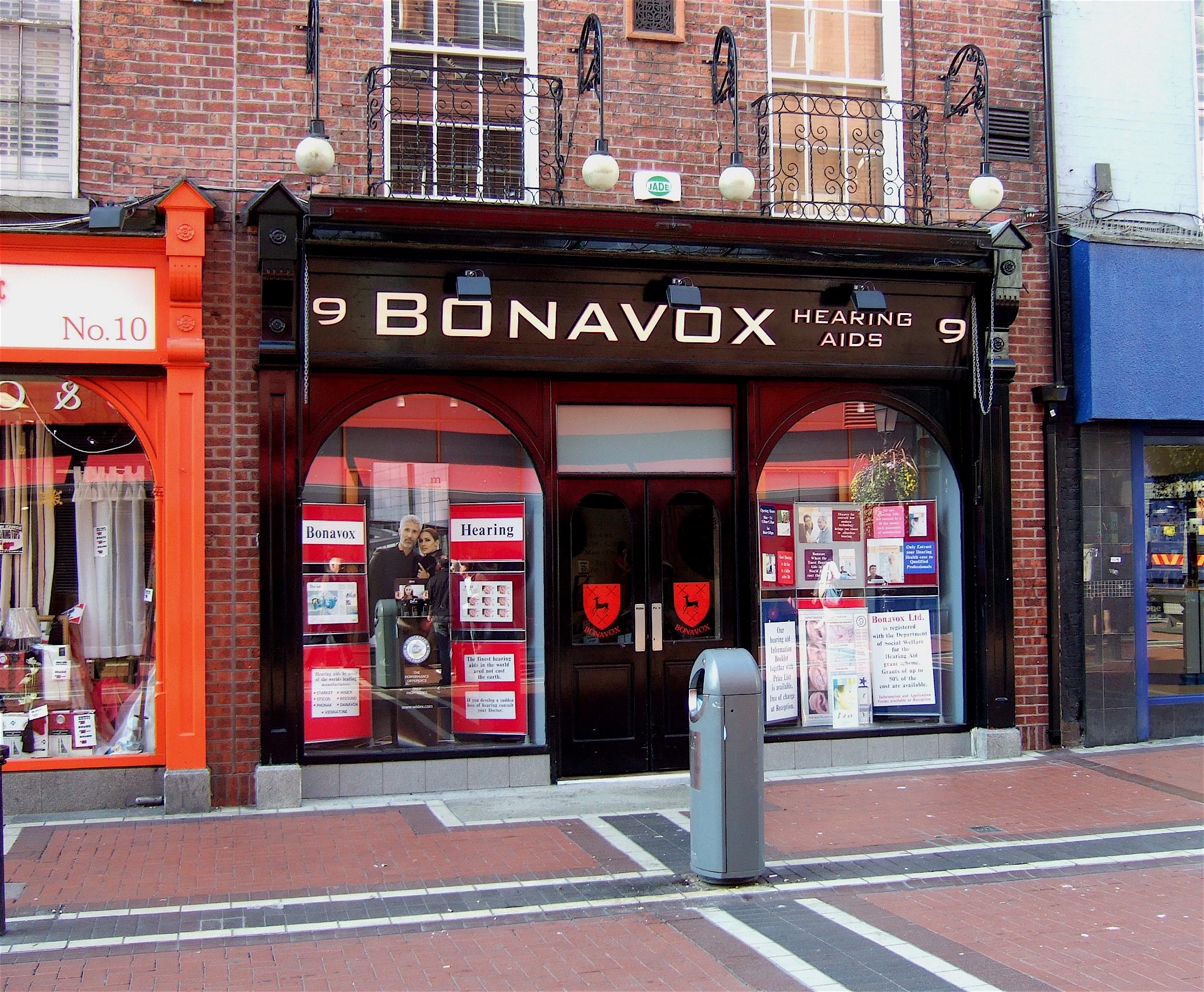
De winkel in gehoorapparaten waaraan Bono's bijnaam is ontleend

Binnen U2 begon Bono als gitarist. Hierin bleek hij niet erg goed te zijn, waardoor hij de zanger van de band werd. In de jaren 70 kreeg Hewson zijn bijnaam "Bono Vox", als variatie op "Bona Vox" dat "goede stem" betekent. Naar verluidt hebben zijn vrienden Gavin Friday (Fionan Hanvey) en Guggi Derek Rowen zich tot deze naam laten inspireren door "BonaVox Hearing Aids", een winkel in gehoorapparaten die zich bevindt aan de O'Connell Street in de Ierse stad Dublin. Na verloop van tijd liet hij "Vox" uit de naam vallen en bleef alleen "Bono" over. Bono heeft verschillende artiestennamen gehad; hij begon als "Steinhegvanhuysenolegbangbangbang", toen enkel "Huyseman", gevolgd door "Houseman", "Bon Murray", "Bono Vox of O'Connell Street", en uiteindelijk enkel "Bono".
Bono is getrouwd met Alison Stewart en heeft vier kinderen. Het gezin woont in Killiney Hill in Zuid-Dublin. In de Graham Norton Show vertelde hij in de uitzending van 17 oktober 2014 dat de reden om altijd een zonnebril te dragen niet zijn imago is, maar dat hij al twintig jaar lijdt aan glaucoom, een oogaandoening die voor blinde vlekken zorgt.
Hij heeft, zowel met als zonder U2, met tal van artiesten samengewerkt, waaronder Clannad, Alicia Keys, Michael Hutchence van INXS, Green Day, Paul McCartney, Johnny Cash, Sinéad O'Connor, Tom Petty, Bob Dylan, Frank Sinatra, B.B. King, Luciano Pavarotti (Passengers), The Corrs, Bruce Springsteen, Chris Martin van Coldplay, Herbert Grönemeyer, Zucchero, Wyclef Jean, Kylie Minogue, Mick Jagger, Will.i.am en Fergie van The Black Eyed Peas, Rihanna, Jay-Z, Kendrick Lamar, Mary J. Blige, Martin Garrix en Jennifer Lopez.
In 2009 investeerde Bono 90 miljoen dollar in aandelen Facebook (2,3% van het totaal). Na de beursgang in 2012 waren deze naar schatting 1,5 miljard dollar waard. Hierdoor was Bono op dat moment de rijkste muzikant ter wereld.

## Goede doelen
Al sinds 1985 is Bono betrokken bij goede doelen, zo maakte hij dat jaar deel uit van de gelegenheidsformatie Artists United Against Apartheid.
Bono is sinds 1999 betrokken bij campagnes voor verlichting van de schuldenlast van Derde wereldlanden, en het lot van Afrika. In 2002 richtte hij de organisatie DATA op. Dit staat voor 'Debt, Aids, Trade in Africa'. Het doel van de organisatie is om bekendheid te geven aan de schulden van Afrika, de snelle verspreiding van aids en de oneerlijke handelsovereenkomsten die worden afgesloten. Bono heeft voor zijn goede doelenwerk al vele wereldleiders ontmoet, waaronder Bill Clinton, George W. Bush, Barack Obama, Gerhard Schröder, Angela Merkel, Tony Blair, Gordon Brown, David Cameron, Jacques Chirac, Nicolas Sarkozy, François Hollande, Emmanuel Macron en Mark Rutte.
In 2005 nam Bono samen met Alicia Keys het nummer Don't Give Up (Africa) op, dat oorspronkelijk een hit van Peter Gabriel en Kate Bush uit 1985 was. De single werd op 1 december 2005, op Wereldaidsdag, als download beschikbaar gesteld. De opbrengsten van het nummer gingen naar het Aidsfonds.
Bono heeft in 2006 Product Red gelanceerd, hetgeen voor hem een financieel middel is om aids te bestrijden. Tevens geven hij en zijn vrouw sinds april 2005 het Fair Wear-kledinglabel Edun uit, dat is opgezet naar de principes van de fair-trade-handel. Edun – het omgekeerd gespelde woord 'Nude' (naakt) – is een organisatie zonder winstoogmerk.
In 2009 was hij ook te zien in de film Brüno, waarin hij samen met Brüno Gehard, Sting, Chris Martin, Slash, Elton John en Snoop Dogg een lied opnam voor het goede doel.

## Discografie

### Singles
| Single met eventuele hitnotering(en) in de Nederlandse Top 40 | Datum van verschijnen | Datum van binnenkomst | Hoogste positie | Aantal weken | Opmerkingen                                |
| ------------------------------------------------------------- | --------------------- | --------------------- | --------------- | ------------ | ------------------------------------------ |
| In a Lifetime                                                 | 1986                  | 01-03-1986            | 11              | 7            | met Clannad                                |
| New Day                                                       | 1999                  | 06-11-1999            | 23              | 4            | met Wyclef Jean                            |
| We Are the People                                             | 2021                  | 22-05-2021            | 2               | 8            | met Martin Garrix & The Edge / Alarmschijf |

| Single met hitnotering(en) in de Vlaamse Ultratop 50 | Datum van verschijnen | Datum van binnenkomst | Hoogste positie | Aantal weken | Opmerkingen                   |
| ---------------------------------------------------- | --------------------- | --------------------- | --------------- | ------------ | ----------------------------- |
| Stranded (Haiti Mon Amour)                           | 2010                  | 30-01-2010            | 39              | 2            | met Jay-Z, The Edge & Rihanna |
| We Are the People                                    | 2021                  | 22-05-2021            | 6               | 16           | met Martin Garrix & The Edge  |

### NPO Radio 2 Top 2000
| Nummer met noteringen in de NPO Radio 2 Top 2000 | '00 | '01 | '02 | '03 | '04 | '05 | '06 | '07 | '08 | '09 | '10 | '11 | '12 | '13 | '14 | '15 | '16 | '17 | '18  | '19  | '20  | '21  | '22  | '23  | '24  |
| ------------------------------------------------ | --- | --- | --- | --- | --- | --- | --- | --- | --- | --- | --- | --- | --- | --- | --- | --- | --- | --- | ---- | ---- | ---- | ---- | ---- | ---- | ---- |
| In a Lifetime (met Clannad)                      | 349 | 259 | 280 | 403 | 430 | 503 | 503 | 521 | 454 | 651 | 642 | 563 | 779 | 765 | 816 | 804 | 862 | 915 | 1118 | 1088 | 1300 | 1099 | 1182 | 1164 | 1197 |

1. ↑  Een vetgedrukt getal geeft de hoogste notering aan.
2. ↑  2000 was het eerste jaar met een notering voor dit nummer.

### Bestseller 60
| Boeken met noteringen in de Nederlandse Bestseller 60 | Jaar van verschijnen | Datum van binnenkomst | Hoogste positie | Aantal weken | Opmerkingen |
| ----------------------------------------------------- | -------------------- | --------------------- | --------------- | ------------ | ----------- |
| Surrender                                             | 2022                 | 09-11-2022            | 6               | 10           |             |

## Trivia
- In 1985 had Bono samen met Clannad de hit In a Lifetime.
- In 1987 schreef Bono het nummer She's a Mystery to Me, waarmee Roy Orbison twee jaar later zijn derde hit behaalde van het succesalbum Mystery Girl.
- Bono is een groot bewonderaar van Elvis Presley. Hij zei ooit: "Elvis is the big bang of rock and roll." Hij schreef diverse gedichten over Elvis en bezocht zowel alleen als met zijn band U2 meerdere keren Graceland.
- In december 2015 was hij te zien tijdens "Sinatra 100 — An All-Star GRAMMY Concert" met een lied van en voor Frank Sinatra (ter ere van diens 100e "verjaardag")
- Bono heeft bij meerdere gelegenheden blijk gegeven van zijn christelijk geloof.
- Bono was een goede vriend van wijlen Michael Hutchence, de leadzanger van INXS
- Hij maakte in november 2014 in New York een val van zijn fiets, waardoor hij zijn arm blesseerde en onder het mes moest. Later plaatste Bono een bericht op de website van U2 waarin hij zei dat het onduidelijk is of hij ooit nog gitaar kan spelen.
- In maart 2020 kwam Bono vanwege de coronapandemie met een zelfgeschreven solonummer, getiteld Let Your Love Be Known, waarmee hij de slachtoffers van het virus een hart onder de riem steekt. Het nummer is te beluisteren via de sociale mediakanalen van Bono en YouTube.

Bono · The Edge · Adam Clayton · Larry Mullen jr.
- Bibsys: 99062160
- Biblioteca Nacional de España: XX1374941
- Bibliothèque nationale de France: cb13943105p (data)
- CiNii: DA15512629
- Gemeinsame Normdatei: 118906321
- International Standard Name Identifier: 0000 0000 8401 2930
- Library of Congress Control Number: no96027739
- MusicBrainz: 7f347782-eb14-40c3-98e2-17b6e1bfe56c
- Bibliotheek van het Japanse parlement: 00675856
- Nationale Bibliotheek van Tsjechië: ola2002152367
- Nationale bibliotheek van Australië: 35893315
- Nationale Bibliotheek van Israël: 987007332843405171
- Nationale Bibliotheek van Polen: a0000001885509
- Nationale en Universitaire bibliotheek Zagreb: 000415185
- Nederlandse Thesaurus van Auteursnamen: 070503168
- Réseau des bibliothèques de Suisse occidentale: 02-A009395872
- LIBRIS: 265477
- SNAC: w6z92jhq
- Système universitaire de documentation: 082686556
- Trove: 580355
- Virtual International Authority File: 93710720
- WorldCat: E39PBJtrRqH9wqCJm3wRmMxhpP

1. ↑  De Bestseller 60 | Bono. DeBestseller60.nl (2022). Geraadpleegd op 19 juni 2024.